# Obock
Obock (arab. أوبوك, Ubūk) – miasto portowe w północno-zachodnim Dżibuti, położone nad Zatoką Tadżura w pobliżu miejsca, gdzie otwiera się na Zatokę Adeńską. W 2003 roku miasto miało ok. 8300 mieszkańców.
W 1862 od miasto zostało kupione przez Francuzów od lokalnego wodza afarskiego za 52 000 franków. Celem było wybudowanie tu portu zaopatrującego przepływające statki w węgiel. Dzięki temu Francja zyskała ważne miejsce przystankowe na drodze morskiej, wiodącej z Europy do Indii a statki francuskie nie musiały kupować paliwa w Adenie, który podówczas należał do Brytyjczyków. Rola miasta Obock jako przyczółka panowania francuskiego w regionie nabrała wagi zwłaszcza po otwarciu Kanału Sueskiego w 1869 r. Miasto utrzymało rangę najważniejszego ośrodka administracyjnego francuskich posiadłości w Zatoce Tadżura do połowy lat 90. XIX w. W 1894 r. przyległe obszary, tworzące okręg Obock, połączono z okręgiem Dżibuti, przekształcając zajęte ziemie w kolonię, nazwaną Somali Francuskim, którego Obock było stolicą. W 1896 r. siedziba władz francuskich została przeniesiona do leżącego po drugiej stronie Zatoki Tadżura Dżibuti.